# Clidemia tococoidea
Clidemia tococoidea là một loài thực vật có hoa trong họ Mua. Loài này được (DC.) Gleason mô tả khoa học đầu tiên năm 1931.